# Видимое излучение
Ви́димое излуче́ние — электромагнитные волны, воспринимаемые человеческим глазом. Чувствительность человеческого глаза к электромагнитному излучению зависит от длины волны (частоты) излучения, при этом максимум чувствительности приходится на 555 нм (540 ТГц), в зелёной части спектра. Поскольку при удалении от точки максимума чувствительность спадает до нуля постепенно, указать точные границы спектрального диапазона видимого излучения невозможно. Обычно в качестве коротковолновой границы принимают участок 380—400 нм (790—750 ТГц), а в качестве длинноволновой — 760—780 нм (395—385 ТГц). Электромагнитное излучение с такими длинами волн также называется видимым излучением, или светом (в узком смысле этого слова).
Не всем цветам, которые различает человеческий глаз, соответствует какое-либо монохроматическое излучение. Такие оттенки, как розовый, бежевый или пурпурный, образуются только в результате смешения нескольких монохроматических излучений с различными длинами волн.
Видимое излучение также попадает в «оптическое окно» — область спектра электромагнитного излучения, практически не поглощаемого земной атмосферой. Чистый воздух рассеивает синий свет существенно сильнее, чем свет с бо́льшими длинами волн (в красную сторону спектра), поэтому полуденное небо выглядит голубым.
Многие виды животных способны видеть излучение, не видимое человеческому глазу, то есть не входящее в видимый диапазон. Например, пчёлы и многие другие насекомые воспринимают излучение в ультрафиолетовом диапазоне, что помогает им находить нектар в цветах, также они способны различать поляризацию света. Растения, опыляемые насекомыми, оказываются в более выгодном положении с точки зрения продолжения рода, если они ярки именно в ультрафиолетовом спектре. Птицы также способны видеть ультрафиолетовое излучение (300—400 нм), а некоторые виды имеют даже метки на оперении для привлечения партнёра, видимые только в ультрафиолете. Крайне сложно устроенные глаза рака-богомола и вовсе могут различать как ближний ИК, так и ультрафиолетовое излучение, также способны различать и поляризацию.

## История

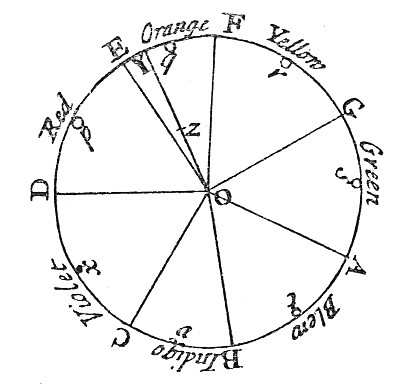
Круг цветов Ньютона из книги «Оптика» (1704), показывающий взаимосвязь между цветами и музыкальными нотами. Цвета спектра от красного до фиолетового разделены нотами, начиная с ре (D). Круг составляет полную октаву. Ньютон расположил красный и фиолетовый концы спектра друг рядом с другом, подчёркивая, что из смешения красного и фиолетового цветов образуется пурпурный.

Первые объяснения причин возникновения спектра видимого излучения дали Исаак Ньютон в книге «Оптика» и Иоганн Гёте в работе «Теория цветов», однако ещё до них Роджер Бэкон наблюдал оптический спектр в стакане с водой. Лишь спустя четыре века после этого Ньютон открыл дисперсию света в призмах.
Ньютон первый использовал слово спектр (лат. spectrum — видение, появление) в печати в 1671 году, описывая свои оптические опыты. Он обнаружил, что когда луч света падает на поверхность стеклянной призмы под углом к поверхности, часть света отражается, а часть проходит через стекло, образуя разноцветные полосы. Учёный предположил, что свет состоит из потока частиц (корпускул) разных цветов, и что частицы разного цвета движутся в прозрачной среде с различной скоростью. По его предположению, красный свет двигался быстрее чем фиолетовый, поэтому и красный луч отклонялся на призме не так сильно, как фиолетовый. Из-за этого и возникал видимый спектр цветов.
Ньютон разделил свет на семь цветов: красный, оранжевый, жёлтый, зелёный, голубой, индиго и фиолетовый. Число семь он выбрал из убеждения (происходящего от древнегреческих софистов), что существует связь между цветами, музыкальными нотами, объектами Солнечной системы и днями недели. Человеческий глаз относительно слабо восприимчив к частотам цвета индиго, ввиду чего некоторые люди не могут отличить его от голубого или фиолетового цвета. Поэтому после Ньютона часто предлагалось считать индиго не самостоятельным цветом, а лишь оттенком фиолетового или голубого (однако он до сих пор включён в спектр в западной традиции). В русской традиции индиго соответствует синему цвету.
Гёте, в отличие от Ньютона, считал, что спектр возникает при наложении разных составных частей света. Наблюдая за широкими лучами света, он обнаружил, что при проходе через призму на краях луча проявляются красно-жёлтые и голубые края, между которыми свет остаётся белым, а спектр появляется, если достаточно приблизить эти края  друг к другу.
Длины волн, соответствующие различным цветам видимого излучения, были впервые представлены 12 ноября 1801 года в Бейкеровской лекции Томасом Юнгом, они получены путём перевода в длины волн параметров колец Ньютона, измеренных самим Исааком Ньютоном. Эти кольца Ньютон получал пропусканием через линзу, лежащую на ровной поверхности, соответствующей нужному цвету части разложенного призмой в спектр света, повторяя эксперимент для каждого из цветов:30-31. Юнг представил полученные значения длин волн в виде таблицы, выразив во французских дюймах (1 дюйм = 27,07 мм), будучи переведёнными в нанометры, их значения неплохо соответствуют современным, принятым для различных цветов. В 1821 году Йозеф Фраунгофер положил начало измерению длин волн спектральных линий, получив их от видимого излучения Солнца с помощью дифракционной решётки, измерив углы дифракции теодолитом и переведя в длины волн. Как и Юнг, он выразил их во французских дюймах, переведённые в нанометры, они отличаются от современных на единицы:39-41. Таким образом, ещё в начале XIX века стало возможным измерять длины волн видимого излучения с точностью до нескольких нанометров.
В XIX веке, после открытия ультрафиолетового и инфракрасного излучений, понимание видимого спектра стало более точным.
В начале XIX века Томас Юнг и Герман фон Гельмгольц также исследовали взаимосвязь между спектром видимого излучения и цветным зрением. Их теория цветного зрения верно предполагала, что для определения цвета глаз использует рецепторы трёх различных типов.

## Спектр видимого излучения

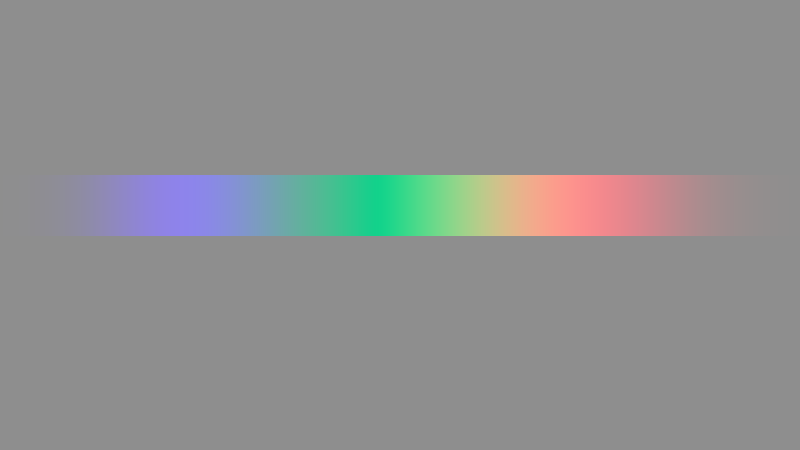
Спектр цвета

При разложении луча белого цвета в призме образуется спектр, в котором излучения разных длин волн преломляются под разными углами. Цвета, входящие в спектр, то есть такие цвета, которые могут быть получены с помощью света одной длины волны (точнее, с очень узким диапазоном длин волн), называются спектральными цветами. Основные спектральные цвета (имеющие собственное название), а также характеристики излучения этих цветов, представлены в таблице:
| Цвет | Диапазон длин волн, нм | Диапазон частот, ТГц | Диапазон энергии фотонов, эВ |
| --- | ---------------------- | -------------------- | ---------------------------- |
| Фиолетовый | 380—450                | 667—789              | 2,75—3,26                    |
| Синий | 450—480                | 625—667              | 2,58—2,75                    |
| Голубой | 480—510                | 588—625              | 2,43—2,58                    |
| Зелёный | 510—550                | 545—588              | 2,25—2,43                    |
| Салатовый | 550—570                | 526—545              | 2,17—2,25                    |
| Жёлтый | 570—590                | 508—526              | 2,10—2,17                    |
| Оранжевый | 590—630                | 476—508              | 1,97—2,10                    |
| Красный | 630—780                | 384—476              | 1,59—1,97                    |
| Примечание: Указанные в таблице границы диапазонов носят условный характер, в действительности же цвета плавно переходят друг в друга, и расположение видимых наблюдателем границ между ними в большой степени зависит от условий наблюдения |                        |                      |                              |

Для запоминания последовательности основных цветов радуги в русском языке используется мнемоническая фраза «Каждый охотник желает знать, где сидит фазан». В американском английском языке аналогично используется фраза Richard of York gave battle in vain (Red Orange Yellow Green Blue Indigo Violet), в британском английском — акроним Roy G. Biv.

### Характеристики границ видимого излучения
| Длина волны, нм      | 380        | 780        |
| Энергия фотонов, Дж  | 5,23⋅10−19 | 2,55⋅10−19 |
| Энергия фотонов, эВ  | 3,26       | 1,59       |
| Частота, Гц          | 7,89⋅1014  | 3,84⋅1014  |
| Волновое число, см−1 | 1,65⋅105   | 0,81⋅105   |